# Январь 2021 года

Список событий января 2021 года.

## События
- 1 января
  - Компания Adobe официально прекратила поддержку и обновление интернет-плагина Flash Player. Пользователей попросили удалить это программное обеспечение со своих компьютеров до 12 января, прежде чем компания заблокирует весь Flash-контент[1].
  - В Гимне Австралии была изменена вторая строчка, чтобы учитывать историю коренных народов страны[2].
  - Перешли в общественное достояние тысячи произведений искусства, среди них «Великий Гэтсби» Скотта Фицджеральда, «Миссис Дэллоуэй» Вирджинии Вульф, «Процесс» Франца Кафки и т. д[3].
- 2 января
  - Объём газа, который поступает из России в Европу через магистральный украинский газопровод, сократился на 38 процентов.[4].
  - Казахстан объявил о ратификации второго Факультативного протокола к Международному пакту о гражданских и политических правах, этот протокол направлен на то, чтобы сделать необратимой отмену смертной казни, уже закрепленной в Конституции Казахстана в 2007 году[5].
- 3 января
  - Папа римский Франциск принял отставку лидера белорусских католиков, архиепископа Минско-Могилевского Тадеуша Кондрусевича[6].
- 4 января
  - В России Санкт-Петербург впервые обогнал Москву по количеству заболевших COVID-19 в день[7].
- 5 января
  - По итогам саммита ССАГПЗ, Бахрейн, Египет, ОАЭ и Саудовская Аравия полностью восстановили дипломатические отношения с Катаром[8].
  - Россия и Саудовская Аравия достигли компромисса по будущему сделки ОПЕК+, договорившись сохранить текущие условия соглашения в феврале и не наращивать добычу нефти[9].
  - На молодёжном чемпионате мира по хоккею в канадском Эдмонтоне одержала победу сборная США[10].
  - В Пхеньяне открылся VIII съезд Трудовой партии Кореи[11].
- 6 января
  - Беспорядки в Вашингтоне: сторонники Дональда Трампа ворвались в Конгресс США[12].
  - Кандидаты от демократической партии выиграли вторые туры у действующих сенаторов в борьбе за два места в верхней палате Конгресса США от штата Джорджия, что дало демократам хрупкий перевес в Сенате США[13].
  - С помощью спутника «Мо-Цзы» и наземной оптоволоконной сети физики создали пока самую длинную полноценную квантовую линию связи длиной 4,6 тыс. км, она соединяет города Шанхай и Наньшань[14].
  - Польский прыгун с трамплина Камиль Стох выиграл этап в Бишофсхофене и стал победителем Турне четырёх трамплинов в общем зачёте[15].
- 7 января
  - Системы противовоздушной обороны Сирии отразили ракетную атаку Израиля по объектам к югу от Дамаска[16].
  - Основатель Facebook Марк Цукерберг объявил, что президент США Дональд Трамп будет заблокирован в Facebook и Instagram до завершения его срока на посту президента США[17].
  - Конгресс США утвердил победу Джо Байдена на президентских выборах[18].
  - Общая рыночная стоимость всех криптовалют впервые превысила один триллион долларов[19].
- 8 января
  - Мэр Лондона Садик Хан объявил о чрезвычайной ситуации в городе из-за угрозы переполнения больниц в связи с эпидемией COVID-19[20].
  - На Украине вступили в силу жёсткие ограничения, направленные на снижение распространения новой коронавирусной инфекции[21].
  - Китайский город Шицзячжуан — административный центр провинции Хэбэй — решили закрыть на карантин из-за выявления 117 случаев COVID-19[22].
  - Совет улемов Индонезии признал вакцину CoronaVac, разработанную китайской компанией «Sinovac Biotech», «священной и халяльной». Это решение было принято в преддверии массовой вакцинации, которая должна начаться 13 января. Как ожидается, одним из первых процедуру пройдёт президент Индонезии Джоко Видодо[23].
- 9 января
  - Через 5 минут после вылета из Джакарты разбился пассажирский Boeing 737-500[24].
  - В посёлке Боровский Тюменской области в нелегальном доме престарелых заживо сгорели в огне 7 человек, запертых на третьем этаже[25][26].
  - «Земля кочевников» режиссёра Хлои Чжао признана лучшим фильмом 2020 года по версии Национального общества кинокритиков США[27].
  - Массовое отключение электроэнергии в Пакистане[28][29].
- 10 января
  - Apple удалила соцсеть Parler, которую используют сторонники Дональда Трампа, из App Store после 24-часового ультиматума. Ранее Parler удалила компания Google из своего магазина приложений Play Store[30].
  - Россиянин Александр Большунов и американка Джессика Диггинс стали победителями лыжной многодневки Тур де Ски 2021[31].
- 11 января
  - Amazon Web Services прекратил размещение сайта Parler в своём облачном сервисе. Причиной прекращения хостинга было названо обнаружение в этой соцсети 98 постов с призывами к насилию. После этого сайт и все услуги и приложения Parler стали недоступными для пользователей[32].
  - После того, как крупные американские социальные сети начали блокировать аккаунты главы Белого дома Дональда Трампа Telegram стал вторым по скачиваемости приложением в США[33].
  - Госдепартамент США включил Кубу в список стран-спонсоров терроризма «за неоднократную поддержку актов международного терроризма и укрытие террористов»[34].
  - Буря «Филомена» в Испании принесла сильнейший снегопад в Мадриде за последние 80 лет[35].
- 12 января
  - Землетрясение интенсивностью 6,5 балла произошло на территории Монголии, в 34 км от населенного пункта Турт, в Иркутске землетрясение ощущалось на 4-6 баллов[36].
  - Израильская правозащитная организация «Бецелем» выпустила доклад, в котором назвала ситуацию в Израиле апартеидом, израильские власти сравнили доклад с «кровавым наветом»[37].
  - Deutsche Bank и Signature Bank отказались от сотрудничества с действующим президентом США Дональдом Трампом[38].
  - При пожаре в жилом доме в Екатеринбурге погибли 8 человек[39].
- 13 января
  - В городе Капоэта в Южном Судане были задержаны основатель «Медиазоны» Пётр Верзилов, популярный блогер Илья Варламов и ещё 3 человека[40].
  - Премьер-министр Эстонии и председатель ведущей правящей Центристской партии Юри Ратас заявил об уходе в отставку из-за коррупционного скандала[41].
  - Палата представителей США при беспрецедентных мерах безопасности проголосовала за импичмент действующего президента Дональда Трампа, который стал первым президентом США, которого дважды подвергли импичменту[42].
  - Правительство и католическая церковь Ирландии принесли извинения за жестокое обращение с женщинами и детьми в приютах для матерей-одиночек[43].
- 15 января
  - Россия начала выход из Договора по открытому небу[44].
  - Отмечается 20-летний юбилей с момента запуска интернет-энциклопедии «Википедия»[45].
  - Национальная финансовая прокуратура Франции начала предварительное расследование в отношении бывшего президента страны Николя Саркози, которого подозревают в «торговле влиянием»[46].
  - Правительство премьер-министра Нидерландов Марка Рютте объявил об уходе в отставку из-за скандала вокруг пособий по уходу за детьми[47].
  - Китайские ученые развернули систему квантовой связи на базе дронов[48].
- 17 января
  - Вернувшийся в Россию после лечения в Германии оппозиционный политик Алексей Навальный был задержан в серой зоне московского аэропорта Шереметьево[49].
  - В связи с тем, что Ангела Меркель не будет участвовать в следующих выборах в Германии, состоялся онлайн-съезд Христианско-демократического союза, на котором был избран новый партийный лидер, им стал премьер-министр федеральной земли Северный Рейн-Вестфалия Армин Лашет[50].
  - Полиция Нидерландов разогнала демонстрантов, которые собрались в Амстердаме в знак протеста против ограничительных мер властей, принятых из-за COVID-19, и правительственной политики по борьбе с эпидемией[51].
- 18 января
  - Американская компания Virgin Orbit впервые вывела в космос на околоземную орбиту высотой 500 км 10 микроспутников CubeSat ракетой-носителем LauncherOne, которую сбросили с самолёта Boeing-747 над Тихим океаном[52].
  - Международная федерация хоккея на льду лишила Белоруссию права на проведение матчей чемпионата мира по хоккею 2021 года[53].
  - В Баварии, крупнейшей федеральной земле Германии, вступило в силу требование носить респираторы с высокой степенью защиты класса FFP2 во время поездок в общественном транспорте и при посещении магазинов[54].
- 19 января
  - Фондом борьбы с коррупцией опубликован фильм-расследование «Дворец для Путина. История самой большой взятки», ставший самым просматриваемым роликом во всех сегментах YouTube — 12 814 296 просмотров за один день[55].
  - Чемпион мира по шахматам Магнус Карлсен возглавил рейтинг самых высокооплачиваемых киберспортсменов[56].
  - Китайские врачи описали несколько случаев повторного заражения коронавирусом пациентов с антителами от него[57]. Авторы работы полагают, что дело здесь может быть не в недостаточной работе антител, а в дефиците Т-клеточного ответа на инфекцию.
- 20 января
  - Президент России Владимир Путин освободил Юрия Чайку от должности генерального прокурора[58].
  - Инаугурация избранного президента США Джо Байдена. Экс-президент Трамп вопреки традиции, которая не нарушалась более 150 лет, отказался участвовать в инаугурации, из-за этого пришлось делать копию ядерного чемоданчика[59].
    - В первый день президентства Джо Байден отменил самые спорные указы Трампа: выход США из Парижского соглашения по климату, выход США из Всемирной организации здравоохранения, строительство стены на границе с Мексикой, строительство нефтепровода Keystone XL и другие[60].

  - Глава Чечни Рамзан Кадыров заявил о проведении успешной спецоперации, в результате которой был убит находившийся в федеральном розыске полевой командир Аслан Бютукаев[61].
- 21 января
  - Не менее 23 человек погибли и более 50 пострадали в результате двух взрывов на рынке в центре Багдада. Первый крупный теракт в Ираке за три года[62].
  - Премьер-министр Монголии Ухнаагийн Хурэлсух подал в отставку из-за протестов, вызванных видео в социальных сетях, на котором перевозят недавно родившую женщину без тёплой верхней одежды в стационар для зараженных коронавирусом[63]. Великий государственный хурал абсолютным большинством голосов принял отставку премьер-министра и его кабинета[64].
  - Европейский суд по правам человека признал необоснованными обвинения Грузии в адрес России о начале войны на территории Южной Осетии и Абхазии в августе 2008 года[65], признав при этом превышение действий войск России границ самообороны[66].
  - Власти КНР приняли решение ввести санкции в отношении 28 граждан США, включая госсекретаря при Дональде Трампе Майка Помпео и советника Трампа по торговле Питера Наварро, за вмешательство во внутренние дела КНР и подрыв китайских интересов[67].
  - В одном из районов Харьковской области произошёл пожар в местном пансионате. Погибло 15 человек[68].
- 22 января
  - Генерал-губернатор Канады Жюли Пейетт объявила об отставке после обвинений в создании «токсичной среды» в офисе[69].
  - Пресс-секретарь Белого дома Джен Псаки сообщила, что Вашингтон предлагает Москве продлить СНВ-3 на максимально возможный пятилетний срок[70].
  - Российский фонд прямых инвестиций и Венгрия подписали контракт о поставке российской вакцины от коронавируса «Спутник V»[71].
  - Корпорация Google пригрозила отключить функцию поиска в сети на территории Австралии, если будет принят предложенный правительством кодекс для игроков медиарынка страны[72].
- 23 января
  - В городах России прошли протесты оппозиции в связи с арестом Алексея Навального и выходом его антикоррупционного фильма о Путине[73].
  - В Нидерландах начались акции протеста против антиковидных ограничений, так как в стране вступил в силу первый со времён Второй мировой войны комендантский час. В Роттердаме, где произошли жёсткие столкновения с полицией, власти города объявили чрезвычайное положение, столкновения также произошли в Амстердаме, Гааге, Амерсфорте, Гелене и других городах[74].
- 24 января
  - Израиль на фоне успешной компании вакцинации против COVID-19 (получили дозу вакцины свыше 40 % населения) закрыл международные аэропорты, приостановлена программа репатриации[75].
  - Россиянин Андрей Есипенко вошёл в символический клуб Михаила Чигорина, нанеся поражение действующему чемпиону мира по шахматам Магнусу Карлсену на турнире в Вейк-ан-Зее[76].
- 26 января
  - Премьер-министр Италии Джузеппе Конте заявил о своей отставке, решение премьер-министра связано с утратой правящей коалиции большинства в парламенте[77].
- 27 января
  - В Польше вступило в силу решение Конституционного суда, в соответствии с которым фактически запрещены аборты. На улицы вышли тысячи противников ужесточения законодательства[78].
  - В Эстонии приведено к присяге новое правительство, премьер-министром стала 43-летняя лидер Партии реформ Кая Каллас[79].
  - Производитель электромобилей Tesla сообщил, что вышел на чистую годовую прибыль впервые за свою 18-летнюю историю[80].
- 28 января
  - Лидеры партий «Справедливая Россия», «За правду» и «Патриоты России» подписали манифест об объединении трёх политических сил[81].
  - В Триполи на севере Ливана протестующие против продления карантина из-за пандемии коронавируса и введённого 24-часового комендантского часа забросали здание мэрии бутылками с зажигательной смесью[82].
- 29 января
  - Клиенты популярного сервиса для торговли акциями Robinhood подали коллективный иск против компании, недовольство пользователей сервиса вызвал запрет на покупку акций сети магазинов видеоигр GameStop. Robinhood наложил запрет после того, как всего за неделю благодаря совместным действиям пользователей использующих «шорт-сквиз» котировки сети выросли более чем на 700 %[83].
  - Картину итальянского художника Сандро Боттичелли «Портрет молодого человека с медальоном» продали на аукционе Sotheby’s за 92,2 млн долларов, она стала самой дорогой работой художника, когда-либо представленной на торгах и второй по стоимости картиной старых мастеров[84][85].
  - Начался очередной Гётеборгский кинофестиваль, по условиям карантина все 70 картин просмотрит только один зритель, выбранный голосованием[86].
- 31 января
  - В городах России прошли акции протеста в защиту Алексея Навального. Задержаны более 5300 человек[87].
  - Бразильский футбольный клуб «Палмейрас» во второй раз в истории выиграл Кубок Либертадорес, обыграв в финале «Сантос» со счётом 1:0[88].